# Гончарук, Владислав Владимирович
Владислав Владимирович Гончарук (род. 20 октября 1941, Ташкент) — советский и украинский учёный в области химии, физики, биологии и технологии воды, физической химии, химической кинетики и катализа, коллоидной химии.
Академик Национальной академии наук Украины (1997), заслуженный деятель науки и техники Украины (1998), лауреат Государственной премии Украины в области науки и техники (2003). Лауреат антипремии Академическое недостоинство в номинации «Псевдоучёный 2020».

## Биография
После окончания Киевского государственного университета им. Т. Шевченко (1965) работал в Институте физической химии АН УССР (с 1966 г.), а с 1971 г. — в Институте коллоидной химии и химии воды им. А. В. Думанского, где прошел путь от младшего научного сотрудника до директора института (1988).
С 1998 года — академик-секретарь и член Президиума НАН Украины.
Создал и развил новое направление в области химии и технологии водоочистки — каталитическое и фотокаталическое обезвреживание токсичных примесей в природных и сточных водах. Научные приоритеты — решение проблем водно-экологического направления. Разработал и предложил концепцию улучшения питьевого водоснабжения населения Украины. Во время выполнения Государственной научно-технической программы «Питьевая вода», руководителем которой он является, были получены важные результаты для создания новых подходов совершенствования питьевого водоснабжения разных регионов Украины, технологии очистки природных и сточных вод.
Под его руководством разработаны технологии и новые конструкции оборудования для водоочистки, водоподготовки и обеззараживания питьевой воды, например, установки коллективного и индивидуального пользования для получения высококачественной питьевой воды, озонаторы, хлораторы, ионаторы. Ими уже пользуются в разных местах Украины, в частности в Харькове, Николаеве, Херсоне, Киеве и др.
Принимал активное участие в ликвидации последствий катастрофы на Чернобыльской АЭС, возглавлял оперативную группу при Президиуме НАН Украины по дезактивации и был начальником штаба НАН Украины в г. Чернобыль. За разработку технологий по вопросам дезактивации техники, почвы, живых существ и тому подобное (12 защищенных авторскими свидетельствами) награждён Почетной Грамотой Президиума Верховного Совета УССР.
Автор более 350 статей, 5 монографий, обладатель 40 патентов и авторских свидетельств на изобретения.
Член Координационного совета по охране окружающей среды при Министерстве образования и науки Украины, главный редактор журнала «Химия и технология воды», член редколлегий журналов «Вестник НАН Украины», «Доклады НАН Украины», «Теоретическая и экспериментальная химия», «Украинский химический журнал», «Химия в интересах устойчивого развития».
Член Координационного совета по приоритетным направлениям развития науки и техники (секция Охрана окружающей среды)
Член Комитета по Государственным премиям Украины в области науки и техники
Выдвинут на пост президента НАНУ в марте 2020 года.

## Состояние в НАН Украины
Академик НАН Украины по специальности: химия, дата избрания: 04.12.1997
- Член Президиума НАН Украины
- Директор Института коллоидной химии и химии воды им. А. В. Думанского
- Генеральный директор Международного центра исследования воды Организации Черноморского экономического сотрудничества
- Генеральный директор Украинского сателлитного центра Института редких и рассеянных элементов при ЮНЕСКО на базе ІКХХВ им. А. В. Думанского
- Руководитель научно-исследовательских и опытно-конструкторских работ:
  - Разработка фундаментальных основ технологии окислительной каталитической очистки сточных вод от органических экотоксикантов
  - Развитие фундаментальных основ разработки новых нано-фотокатализаторов и изучение влияния кластерно-структурных особенностей среды в процессах очистки воды

## Избранные публикации
- Обессоленная вода и жизнедеятельность организмов / В. Гончарук, В. Архипчук // Вестник НАН Украины. — 2002. — N 9. — С. 45-48. — Библиогр.: 16 названий.
- Комплексная оценка качества фасованных вод. Гончарук, В. Архипчук, Г. Терлецкая, Г. Корчак // Вестник НАН Украины. — 2005. — N 3. — С. 47-58. — Библиогр.: 11 названий.
- Микромицеты в воде (Исследования нового компонента гидробиоценозов и оценка его опасности для здоровья населения Украины). Гончарук, А. Савлук, М. Сапрыкина, Руденко А., Е. Коваль // Вестник НАН Украины. — 2007. — N 12. — С. 47-58. — Библиогр.: 15 названий.

## Награды
- Государственная премия Украины в области науки и техники — за цикл научных трудов «Катализ. Кластерные подходы, механизмы гетерогенного и гомогенного катализа»[5]
- Премия НАН Украины имени Л. В. Писаржевского
- Премия НАН Украины имени А. И. Бродского
- Орден «За заслуги» III степени — за мужество, самоотверженность, высокий профессионализм, проявленные во время ликвидации последствий Чернобыльской катастрофы, весомые трудовые достижения в реализации важных социальных и природоохранных государственных программ[6]
- Награда НАН Украины «За научные достижения»
- Заслуженный деятель науки и техники Украины — за весомый личный вклад в развитие научных исследований, укрепление научно-технического потенциала Украины и по случаю 80-летия Национальной академии наук Украины[7]
- Премия Кабинета Министров Украины за разработку и внедрение инновационных технологий — за работу «Разработка и внедрение новейших технологий и оборудования для получения высококачественной питьевой воды» (в соавторстве)[8]